# Gastrochilus linearifolius
Gastrochilus linearifolius är en orkidéart som beskrevs av Zhan Huo Tsi och Leslie Andrew Garay. Gastrochilus linearifolius ingår i släktet Gastrochilus och familjen orkidéer. Inga underarter finns listade i Catalogue of Life.